# Pritaneo

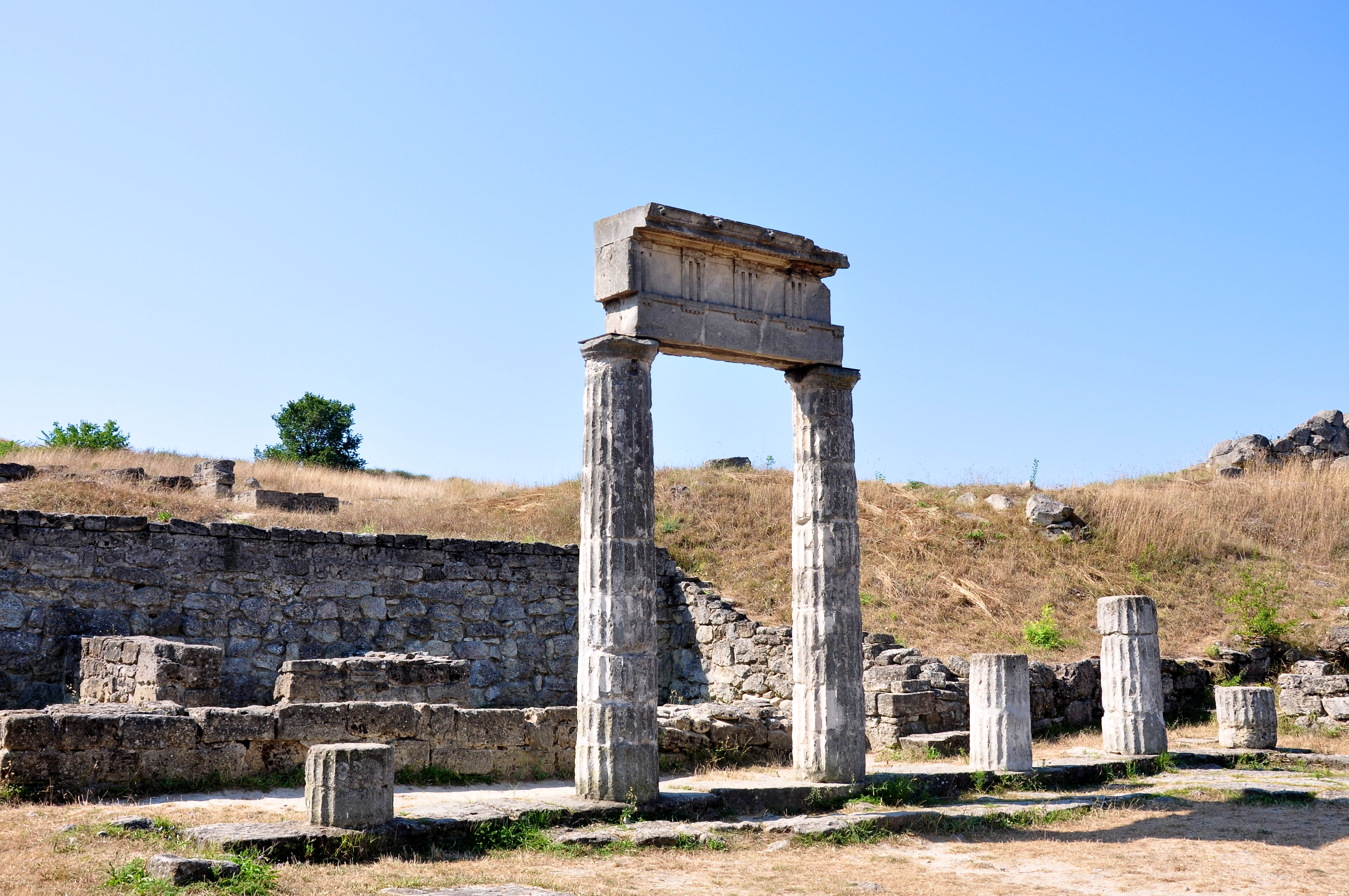
Pritaneo de Panticapea, siglo a. C. (Kerch, Ucrania)

En la Antigua Grecia, se llamaba pritaneo (Πρυτανεῖον) a la sede del poder ejecutivo. El término se utiliza para describir cualquiera de una serie de estructuras antiguas, donde los funcionarios se reunían (normalmente en relación con el gobierno de una ciudad), pero también se emplea para referirse al edificio donde se reunían los magistrados y los ganadores de los Juegos Olímpicos en Olimpia. Normalmente se erigía en el centro de la ciudad, en el ágora. En él se custodiaba el fuego sagrado de Hestia.   
En él eran mantenidos a costa del Estado los cincuenta pritanos de Atenas.
En el mismo edificio se daban comidas públicas a las cuales eran admitidos los que por sus servicios habían merecido ser mantenidos por la polis. El pritaneo servía también de granero público. 